# Arthrosphaera dentigera
Arthrosphaera dentigera är en mångfotingart som beskrevs av Karl Wilhelm Verhoeff 1930. Arthrosphaera dentigera ingår i släktet Arthrosphaera och familjen Sphaerotheriidae. Inga underarter finns listade i Catalogue of Life.